# Ségolène Royal
 "Royal" omdirigeres hertil. For andre betydninger af Royal, se konge.
Marie-Ségolène Royal (født 22. september 1953 i Dakar i Senegal) er en fransk politiker. Hun tiltrådte 2. april 2014 som minister for miljø, bæredygtighed og energi. Inden da var hun i to valgperioder formand for regionsrådet i Poitou-Charentes, medlem af Nationalforsamlingen og et fremtrædende medlem af socialistpartiet (PS). Desuden er hun præsident for Association Internationale des Régions Francophones. Den 16. november 2006 blev hun af socialistpartiets medlemmer valgt som partiets kandidat ved det franske præsidentvalg i april og maj 2007.

## Biografi
Ségolène Royal er uddannet fra den prestigefyldte forvaltningsskole École Nationale d'Administration i 1980. Royal dannede i en årrække par med socialistpartiets leder, François Hollande, som hun traf på ENA. Sammen har de fire børn.

## Præsidentvalget 2007
Ved præsidentvalgets første runde, 22. april 2007, fik Royal næstflest stemmer, ca. 25%. Ved valgets anden runde tabte Royal med 46,7% af stemmerne mod Sarkozys 53,3%.